# Zona metropolitana de San Francisco del Rincón

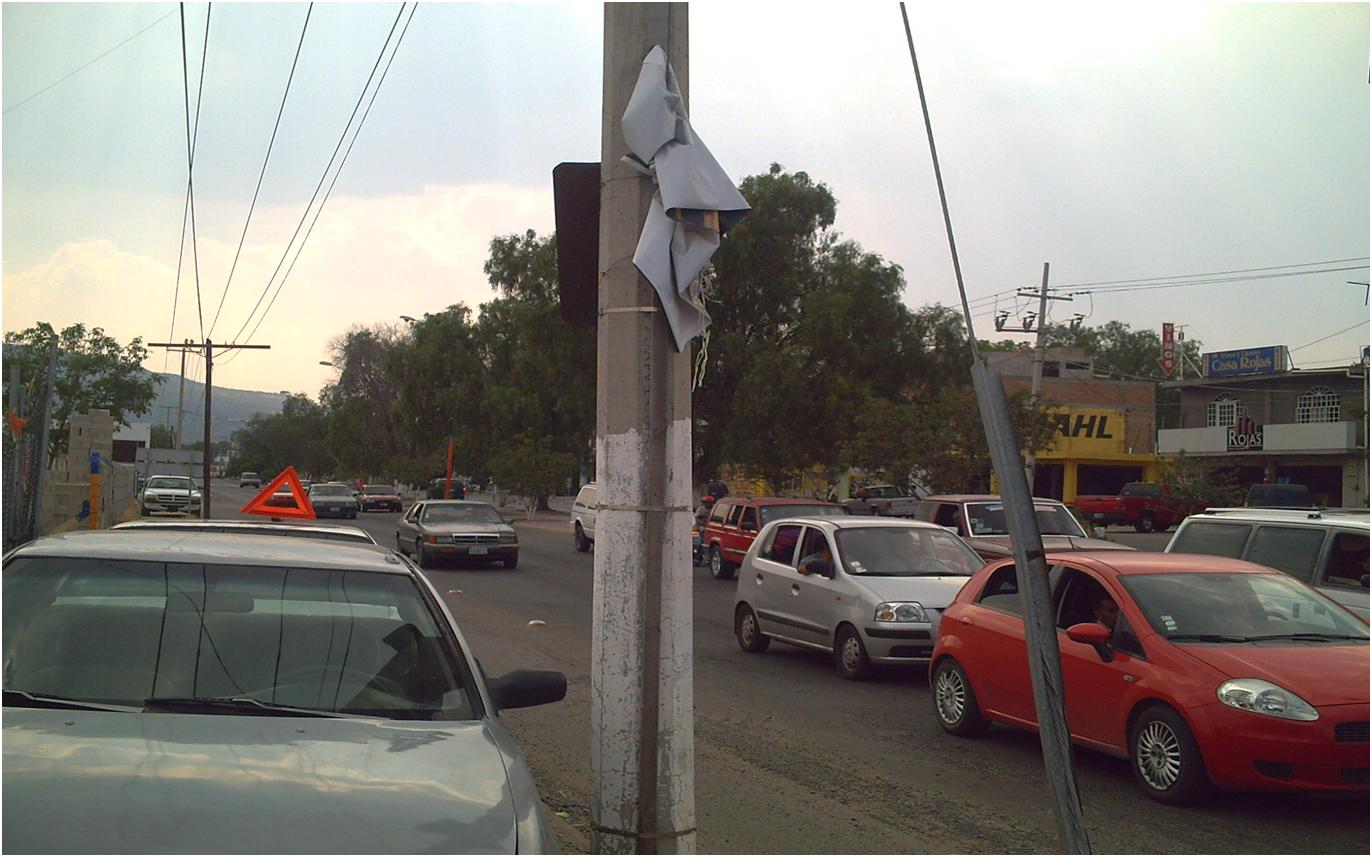
Bulevar Juventino Rosas, donde Purísima y San Francisco se entrelazan.

La Zona Metropolitana de San Francisco del Rincón fue un área metropolitana del estado de Guanajuato, México, conformada por los municipios de San Francisco del Rincón y Purísima del Rincón. Esta conturbación se unió de forma oficial a la Zona Metropolitana de León por decreto del Estado Libre y Soberano de Guanajuato desde el 23 de mayo de 2008, debido a la cercanía y al alto grado de interacciones comerciales y laborales entre ambas conturbaciones. La Comisión de Desarrollo Metropolitano del H. Congreso de la Unión también reconoce a la ZM de San Francisco y Purísima  del Rincón como parte de la ZM de León. Esta zona metropolitana contaba con 192.365 habitantes, 113.570 de San Francisco y 79.798 de Purísima respectivamente.

## Infraestructura educativa
Actualmente ambos municipios cuentan con escuelas públicas y privadas de estudios superiores, entre las que se pueden mencionar la Universidad de León (UDL) Plantel San Francisco, Instituto Tecnológico de Estudios Superiores de Purísima del Rincón  (TESPR), Universidad del Centro de México (UCEM), Colegio Yahualica y el Colegio de San Francisco. Cubriendo así, las necesidades básicas de demanda educativa tanto local como regional, pues en estos institutos se cuenta con la presencia de estudiantes procedentes de los Altos de Jalisco y Manuel Doblado. No obstante, por la cercanía con la ciudad de León, se observa un flujo alto de estudiantes originarios de San Francisco y Purísima que estudian en escuelas como el ITESM Campus León, Universidad de La Salle Bajío, Universidad de Guanajuato, Universidad Iberoamericana León, entre otras.

## Historia
Existen en la región vestigios de culturas prehispánicas que fueron los primeros asentamientos.
La fundación de San Francisco del Rincón está considerada a partir del 21 de enero de 1607, con
la llegada de un grupo de indios otomíes y tarascos ya cristianizados, los cuales denominaron al lugar
San Francisco del Tule; los continuos desbordamientos del río Santiago obligaron a los pobladores
a trasladarse a lugares más elevados, concentrándose en lo que hoy se conoce como barrio de
San Miguel. Entre los personajes que nacen en estos municipios se encuentra José Hermenegildo
de la Luz Bustos Hernández, pintor que nació el 13 de abril de 1832 en Purísima del Rincón, se
le conoce como el mejor exponente de la pintura popular del siglo XIX en México. Pascual Aceves
Barajas, nace en San Francisco del Rincón el 27 de mayo de 1907, fue médico y mejoró el Hospital
Civil y los servicios de la Cruz Roja.

## Economía

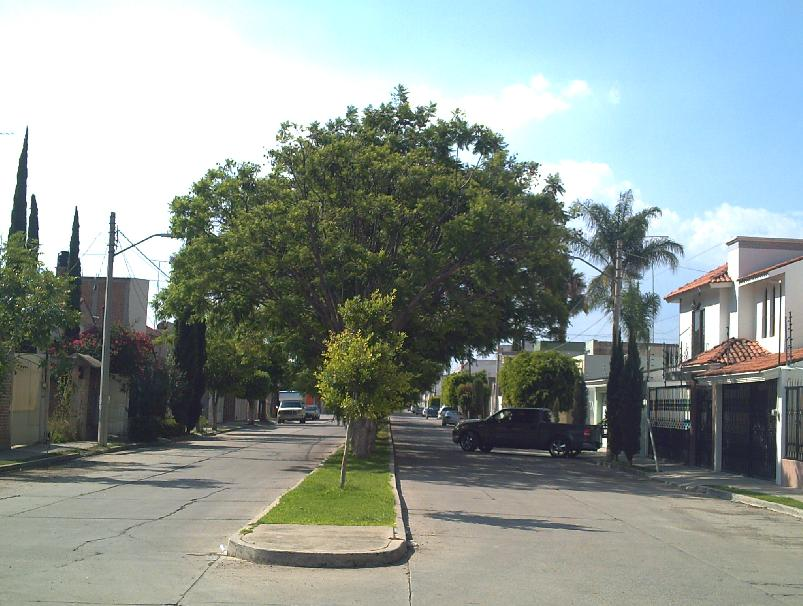
La mayoría de las zonas habitacionales se mezclan con establecimientos comerciales y de servicios.

Del total de viviendas particulares habitadas en cada municipio, en Purísima del Rincón el 96.8%
cuenta con piso diferente de tierra, 95.3% dispone de agua de la red pública y 98.2% de energía
eléctrica; en San Francisco del Rincón los porcentajes son 96, 94.8 y 97.9%, respectivamente. El
promedio de habitantes en el primer municipio es de 4.6 y en el segundo de 4.5.
De acuerdo con los resultados de los Censos Económicos 2009, San Francisco del Rincón
sobresale en la cantidad de unidades económicas (76.3%), en personal ocupado total (70.9%), en
la producción bruta total (67.5%) y en el valor agregado censal bruto (71.7 por ciento).
Los datos de la zona metropolitana por sector de actividad indican que las Manufacturas reportan
55.8% del personal ocupado total, 76.1% de la producción bruta total, y 65.1% del valor agregado
censal bruto, el Comercio reporta el mayor porcentaje en unidades económicas (43.4 por ciento).
Los resultados por estrato muestran que los establecimientos que ocupan hasta 10 personas
representan el 91.4% de unidades económicas y 42.7% del personal ocupado total; y los
establecimientos que ocupan de 51 a 250 personas sobresalen en la producción bruta total con
43.9% y en el valor agregado censal bruto con 40.1 por ciento.

## Sitios de interés

### EnPurísima del Rincón
- Zona Centro: se ubica en la cabecera municipal y destacan su preciado Jardín Principal, la Parroquia, la Presidencia Municipal, la Casa de la Cultura y varias construcciones que datan de la época del porfiriato e incluso anteriores en buen estado de conservación. Es en esta zona donde se celebra la tradicional "Judea" durante la Semana Santa. El pintoresco Jalpa de Cánovas.

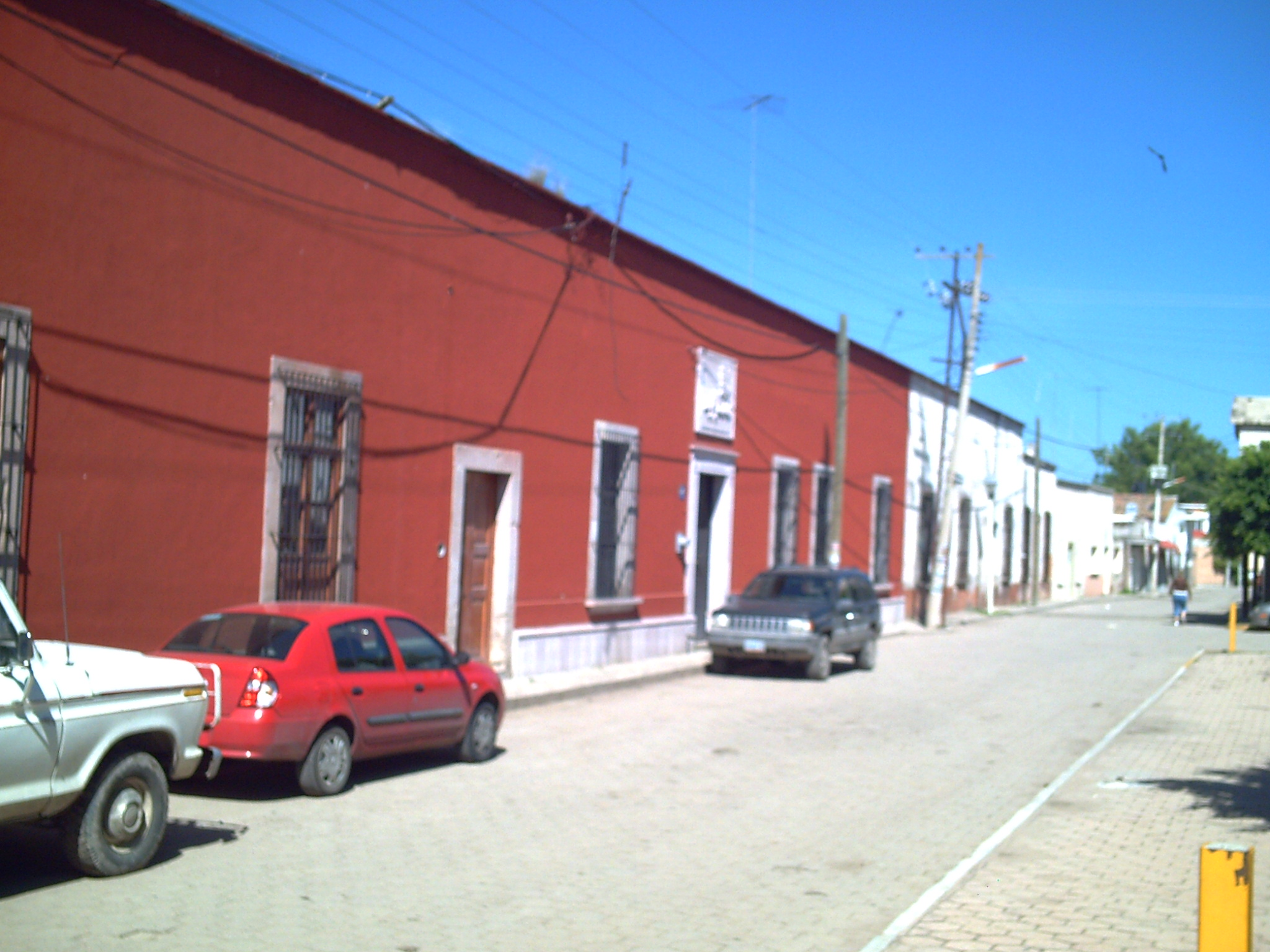
El pintoresco Jalpa de Cánovas.

- Parque de los Mil Azahares: cercano a la Carretera Manuel Doblado- Purísima, cuenta con varias áreas verdes, caminos vehiculares y palapas para convivios. Es una opción muy popular para los días de descanso. La Ex Hacienda Cañada de Negros, ahora Hotel.

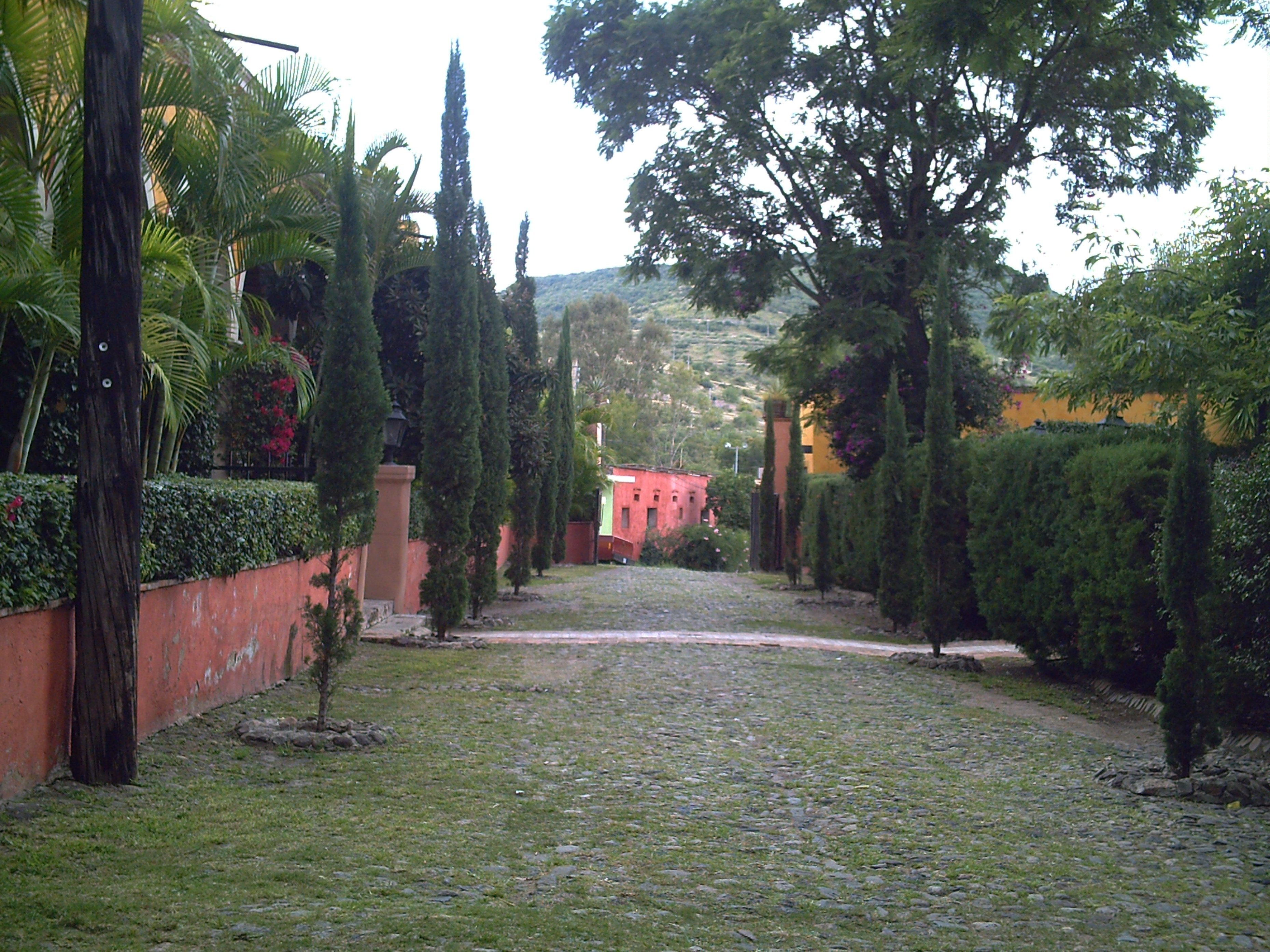
La Ex Hacienda Cañada de Negros, ahora Hotel.

- Parque Esquipulas: se ubica en el Centro de la ciudad, en él se encuentran varios árboles de eucalipto, cuenta con varios caminos peatonales, mesas y es muy visitado por la población de Purísima, especialmente los fines de semana y los días de fiesta.
- Jalpa de Cánovas: es una pequeña comunidad ubicada en la carretera Purísima- Manuel Doblado, recientemente nombrada Pueblo Mágico y cuenta con varios atractivos como la antigua Hacienda, un Templo de inspiración gótica, construcciones vernáculas antiguas en buen estado y una presa frecuentemente visitada.
- Cañada de Negros: otra comunidad ubicada en la carretera a Manuel Doblado cuyos atractivos son su Hotel, la antigua Hacienda y las múltiples construcciones antiguas que forman un paisaje pintoresco y colorido de la comunidad.
- Balnearios: a lo largo del Municipio hay varios cuerpos de agua naturales que han sido aprovechados para la construcción de balnearios. Estos balnearios son visitados por gente de toda la región y son muy populares en semana santa.

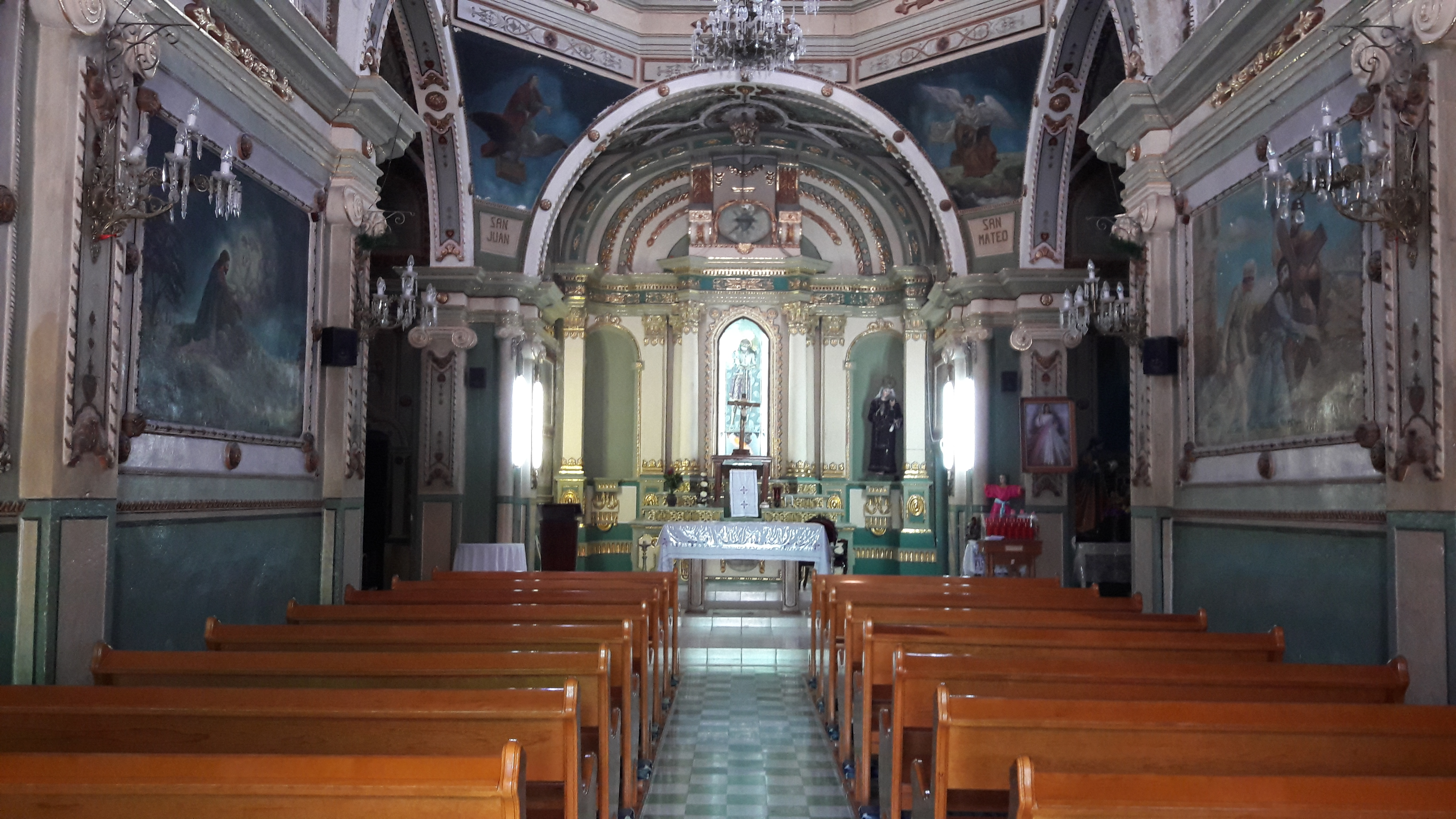
Interior del santuario del señor de la columna Purísima del Rincón

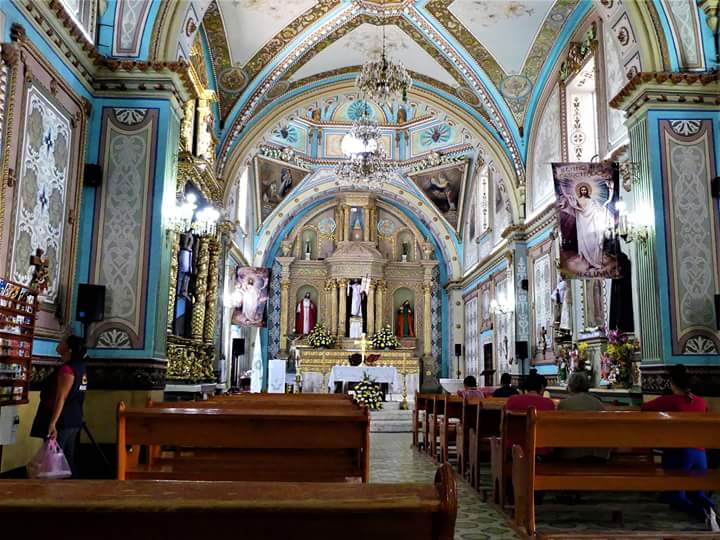
Parroquia de la Purísima Concepción interior

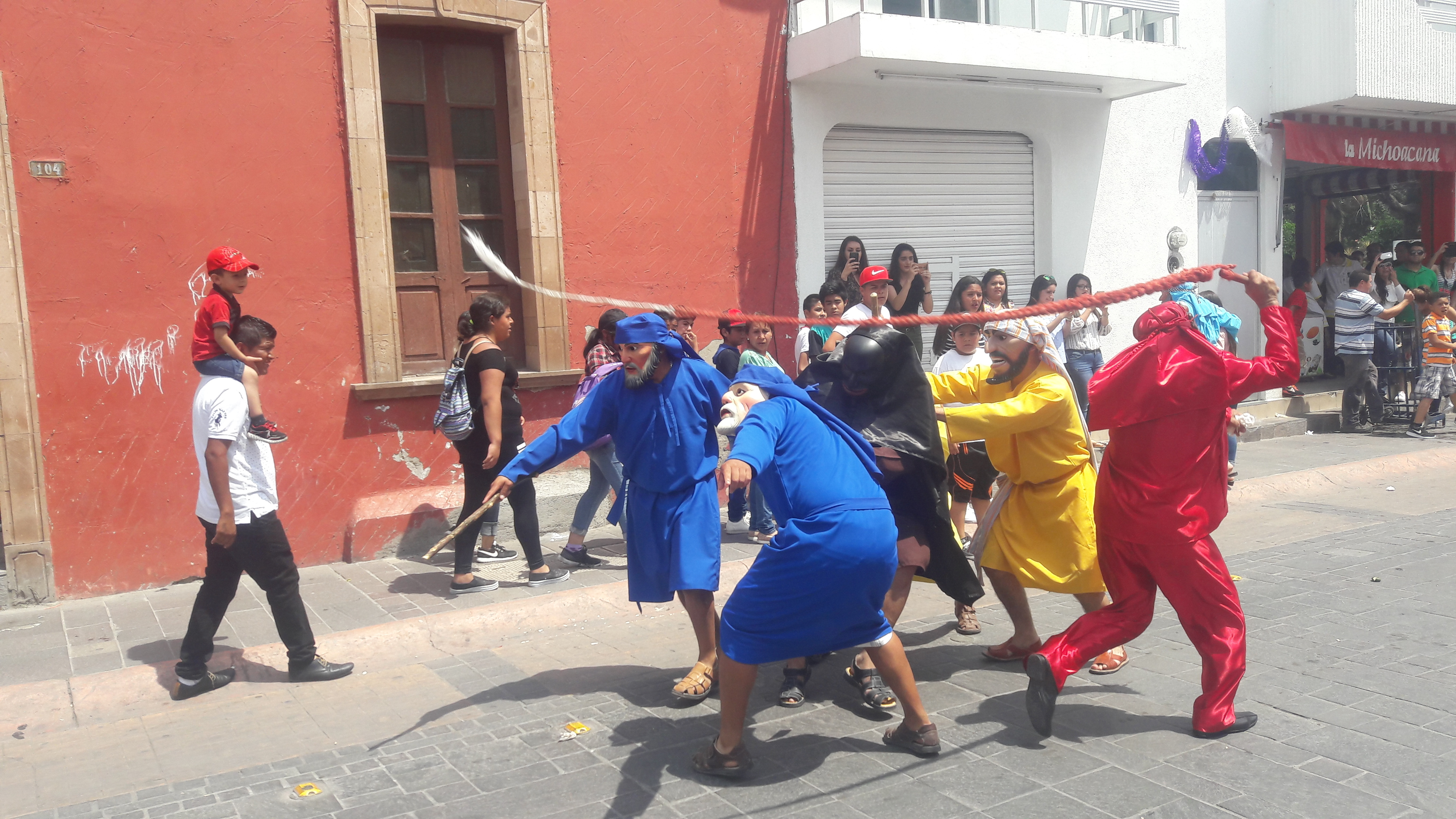
Judea viernes santo en purísima del rincón 2017

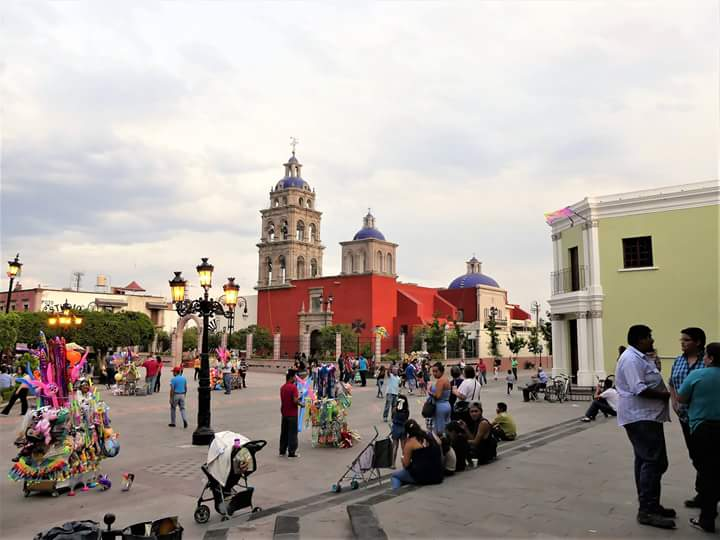
Plaza peatonal de purísima del Rincón

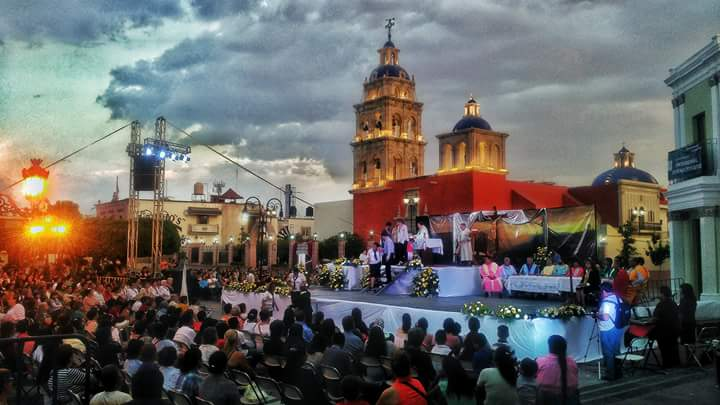
Misa del Jueves Santo en la plaza peatonal

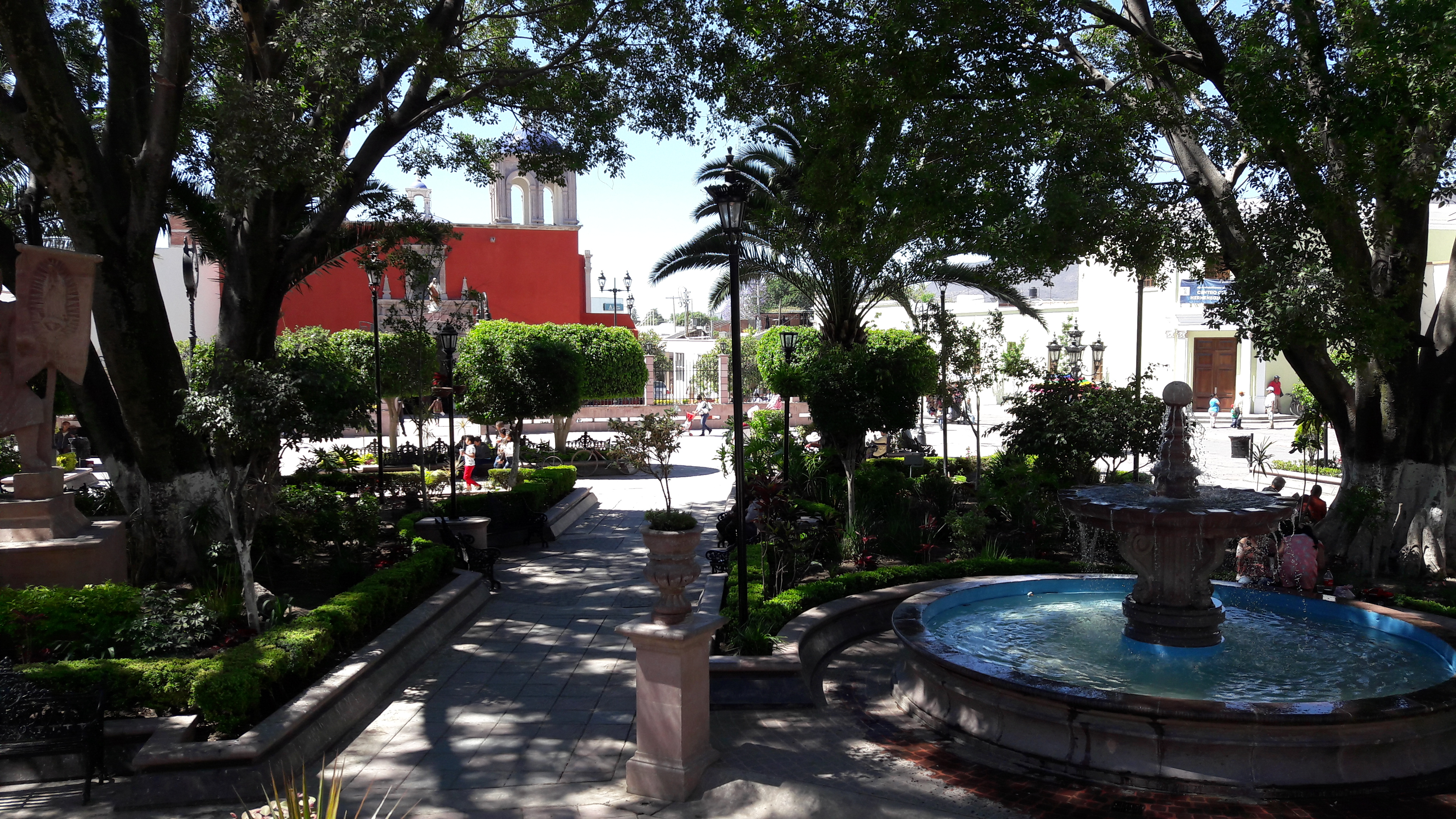
Jardín y Parroquia de Purísima del Rincón

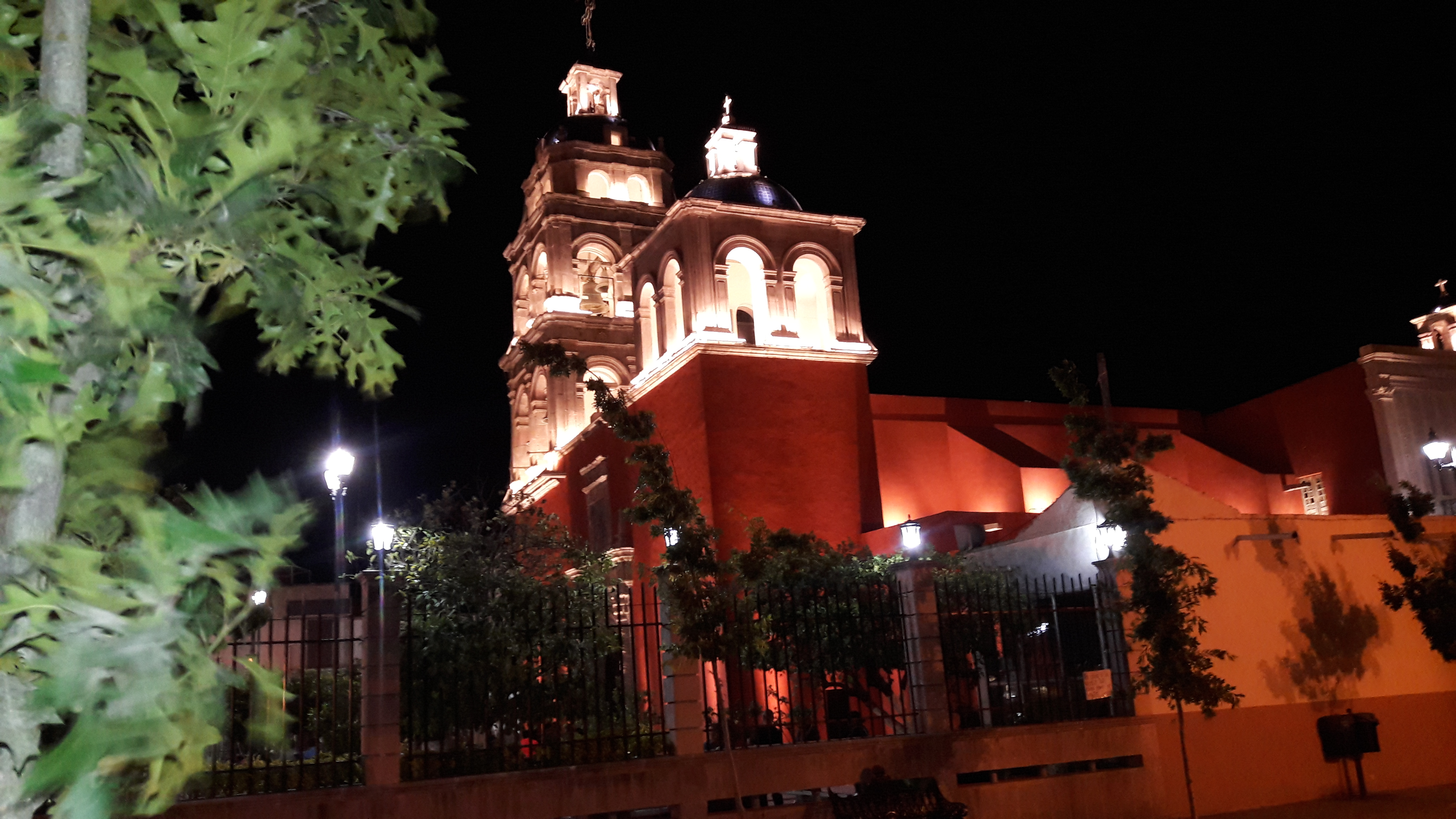
Parroquia de Purísima vista lateral

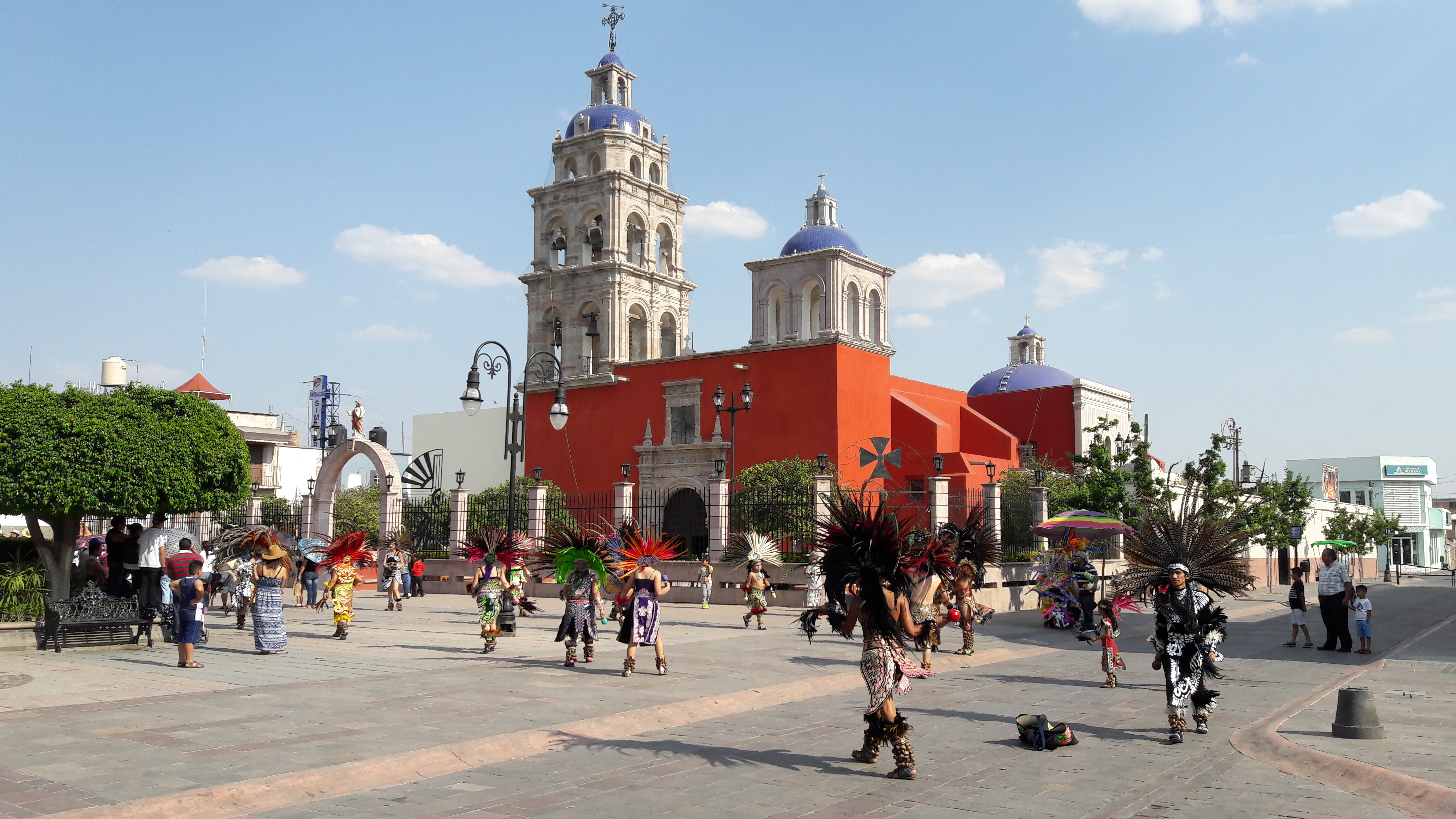
Parroquia y plaza peatonal de purísima del rincón

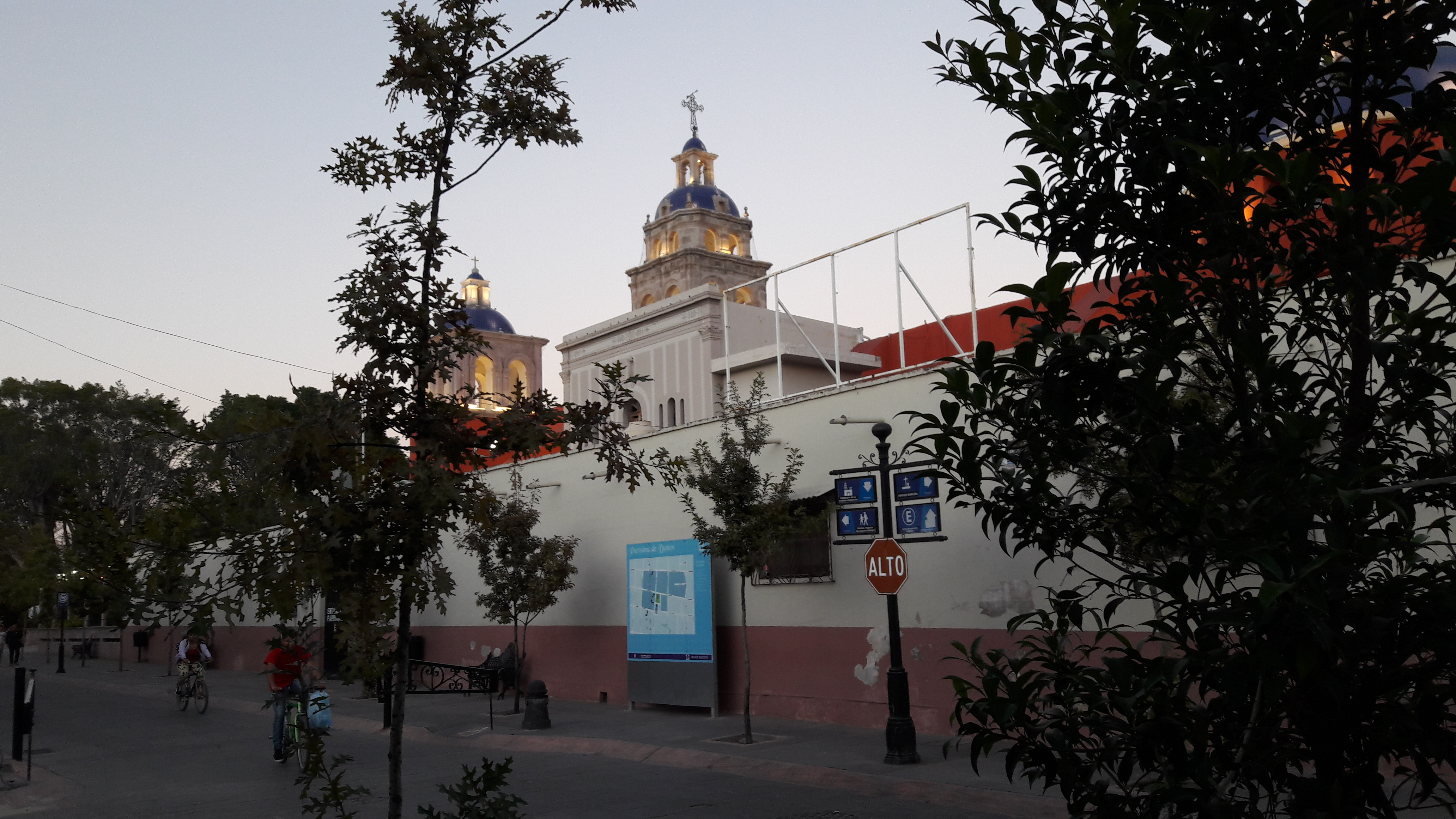
Parroquia de Purísima del Rincón gto

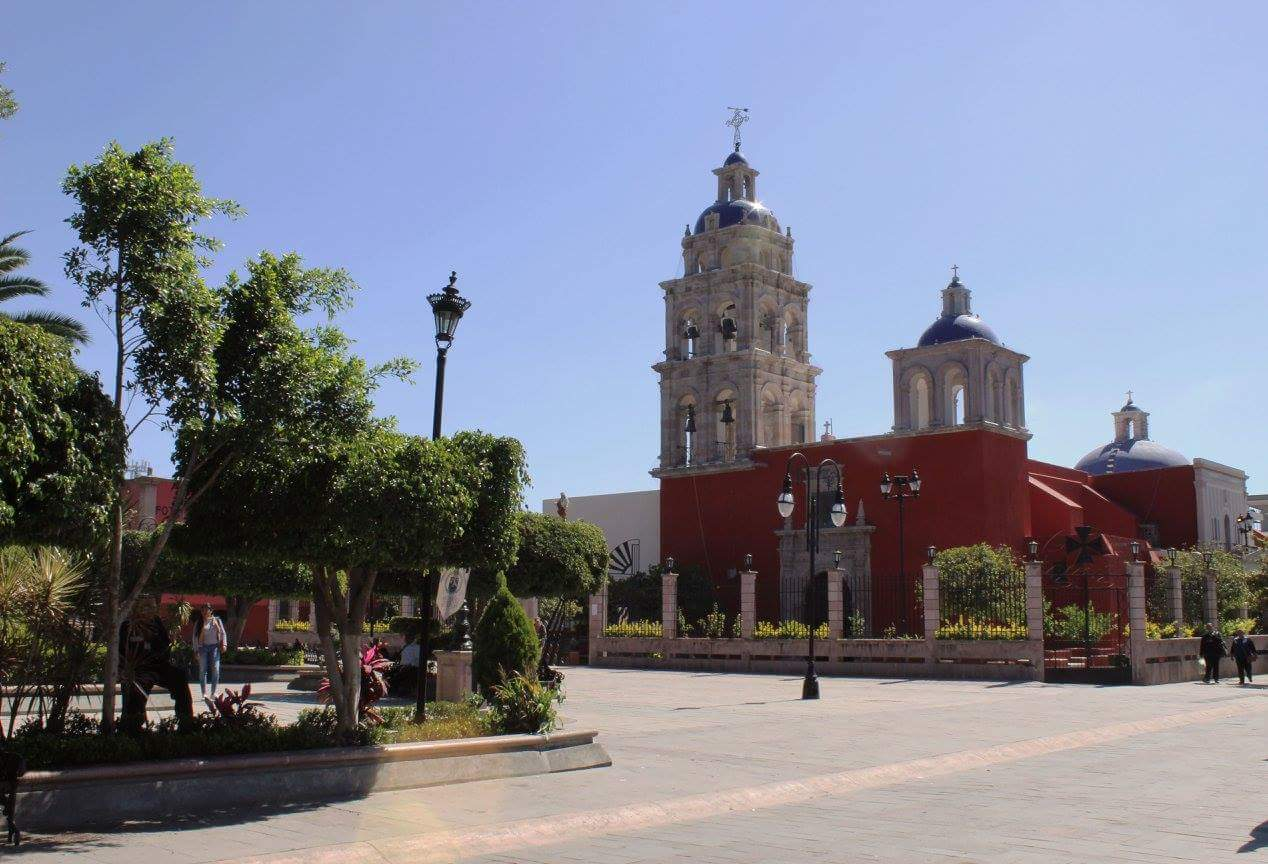
Parroquia Purísima del Rincón

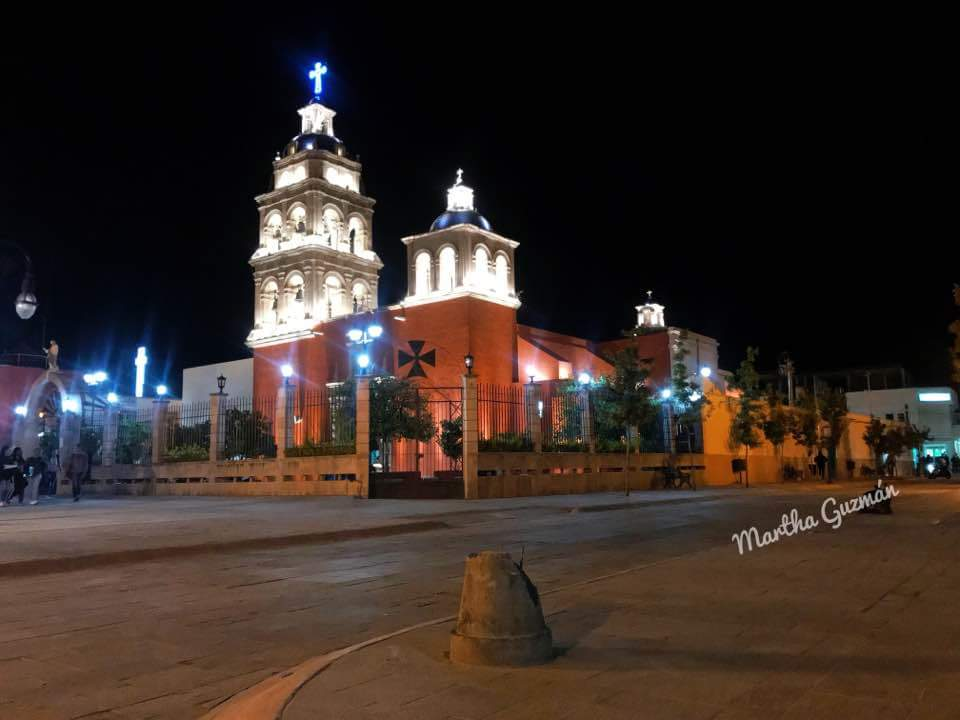
Purísima del Rincón de noche

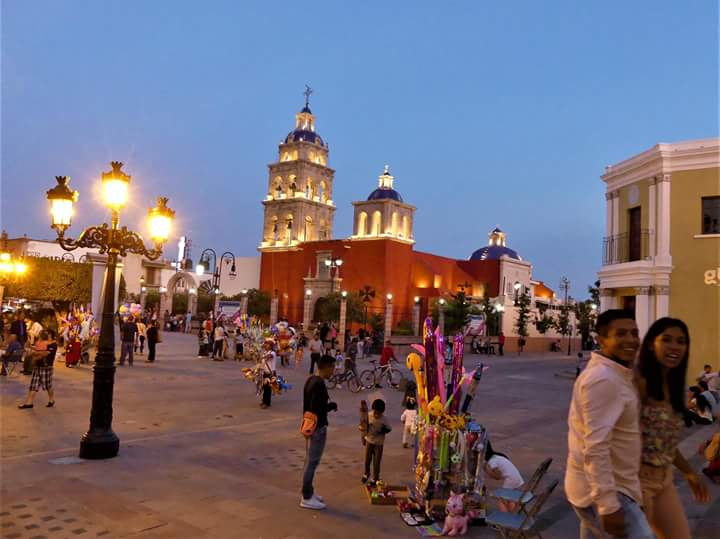
Parroquia de la Purísima Concepción Purísima del Rincón

### EnSan Francisco del Rincón
- Zona Centro: que cuenta con edificios históricos como la Presidencia Municipal, la Parroquia de San Francisco, el Anillo de Hierro, Plaza Peatonal, Edificio de Correos, Orfanatorio y varias construcciones que datan de diferentes épocas, pudiendo encontrarse estilos vernáculos, porfiristas, art decó, eclécticos, funcionalistas y posmodernos.
- Ex hacienda de Santiago: cerca del Ojo de Agua, las ruinas de una antigua hacienda que data de principios del siglo XVII, mostrando por el evidente deterioro los elementos estructurales como los ladrillos. Calle Presbítero Márquez en el Centro de San Francisco.

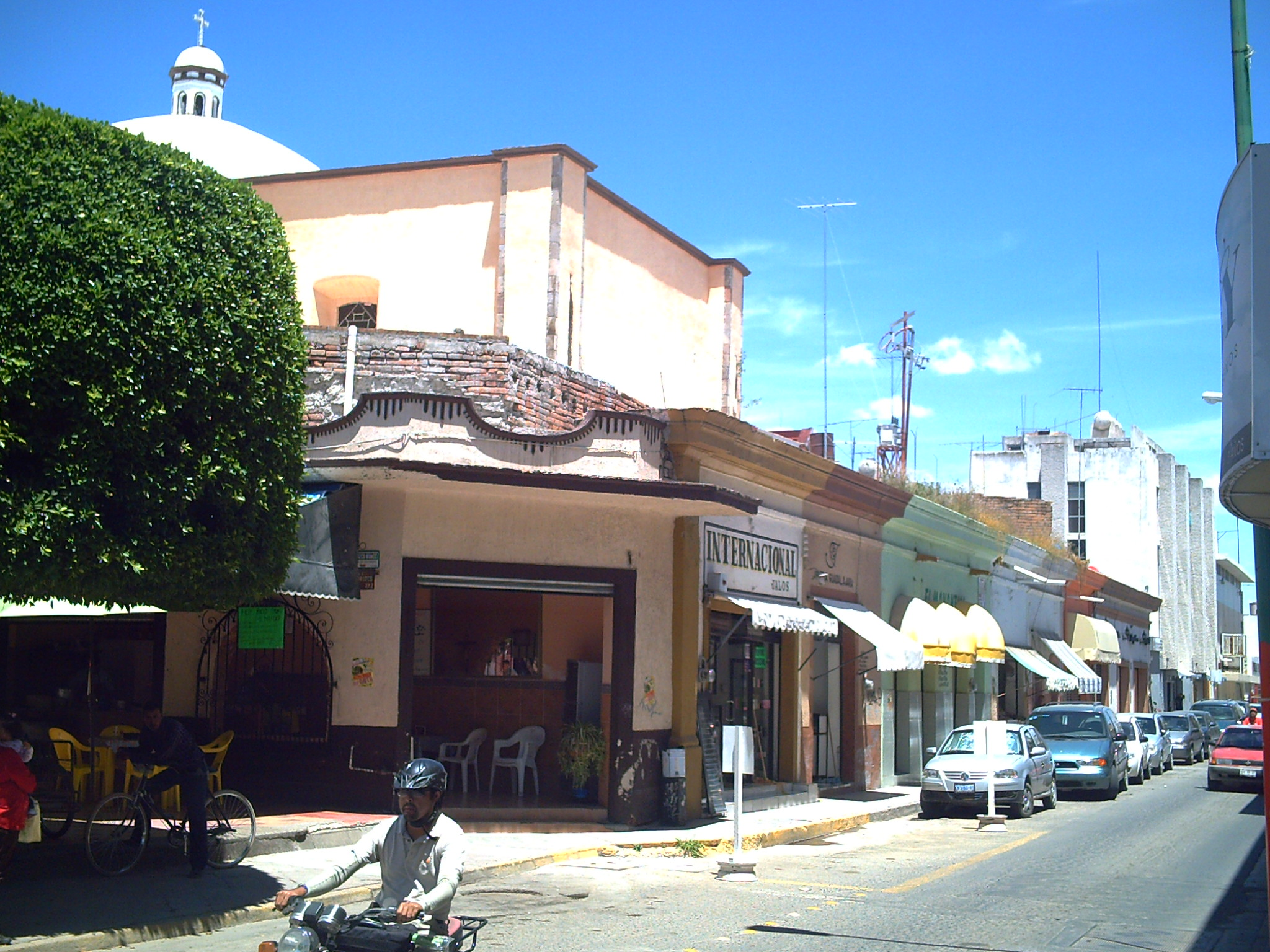
Calle Presbítero Márquez en el Centro de San Francisco.

- Plaza de San Miguel: plaza ubicada en el Barrio de San Miguel en la que se establecen comercios ambulantes y fijos. Adelante de esta plaza se encuentra el Templo de San Miguel, el Templo más viejo en todo San Francisco del Rincón
- Glorieta del Tejedor: se encuentra en el Bulevar Juventino Rosas en la entrada de San Francisco del Rincón, debe su nombre a una escultura de bronce obra del talentoso artista local Francisco Salamanca en la que se representa a un anciano tejiendo un sombrero inspirado en el famoso cuadro del artista plástico Gustavo Gordillo, también oriundo de San Francisco.
- Estación del Ferrocarril: ubicada en la comunidad La Estación a unos 100 metros de la Carretera León- San Francisco, edificio ejemplar que destaca por su antigüedad además de su excelente estado de conservación. Este edificio se encuentra a 4 kilómetros del centro de la ciudad.
- Camino Viejo: es la antigua carretera que lleva a la ciudad León, consta de dos carriles (uno por sentido) creada en los años 1950s. Su atractivo consta los numerosos árboles viejos que cubren varios tramos además de áreas de descanso y un restaurant que lleva el nombre de esta vía.
- Parque del Río: ubicado en la Carretera León- San Francisco a unos metros de las instalaciones de la Feria. Este parque cuenta con múltiples áreas verdes y de juegos además de un pequeño zoológico que alberga a varias especies animales.
- Feria del Pueblo: se encuentra en la Carretera León- San Francisco y cerca del camino a la Ex Hacienda de Santiago. En estas instalaciones se celebran la Feria del Pueblo y varios eventos de interés popular.
- Barrio de Guadalupe: es una pequeña comunidad ubicada cerca del Camino Viejo a León, centro de gran atracción para los fieles católicos que se reúnen en el Templo de esta comunidad para venerar y agradecer los favores de la Virgen de Guadalupe.
- Casa de la Cultura: es un centro de enseñanza y el primero en su tipo en San Francisco. En este centro se enseñan diferentes artes como danza, música, pintura, dibujo y escultura. También se ofrecen eventos culturales como conciertos, obras de teatro, congresos y presentaciones tanto en su patio central como en el auditorio.
- Plazas comerciales: tales como la Plazarella,Galerías Metropolitana, la Plaza Álamos y Paseo Palmas, pequeños centros comerciales con áreas de esparcimiento y entretenimiento.